# شبكة تلفزيون

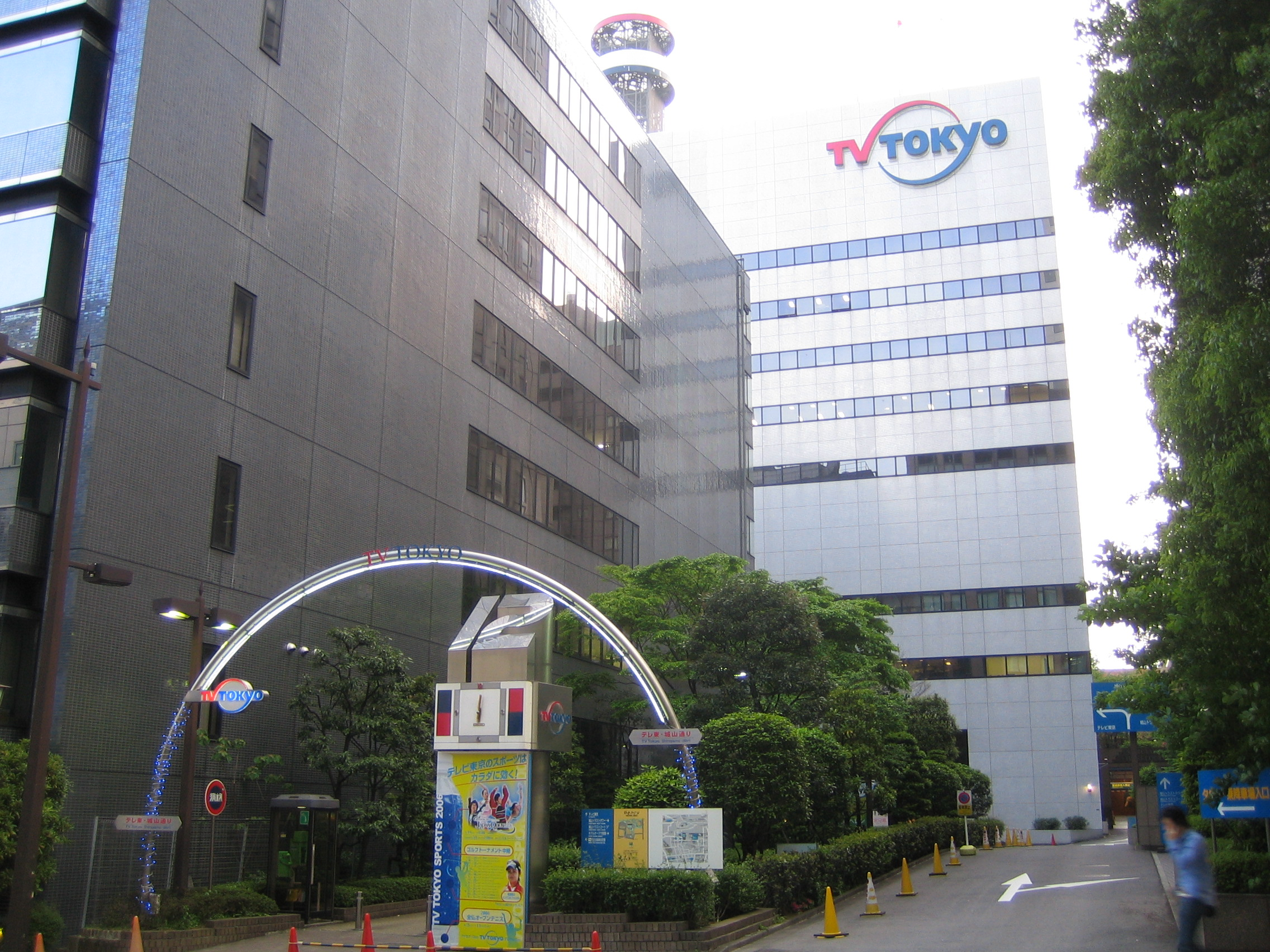

الشبكة التلفزيونية هي شبكة للتلفاز بحيث يكون هناك مزود مركزي يقوم ببث البرامج التلفزيونية إلى محطات التلفزيون.
ويجب عدم الخلط بين الشبكة التلفزيونية التي تختلف عن القناة التلفزيونية.

## أشهر الشبكات التلفزيونية
من بعض أشهر الشبكات التلفزيونية هي:
- شبكة الجزيرة الإعلامية
- شبكة فوكس التلفزيونية
- هيئة الإذاعة البريطانية BBC
- هيئة الإذاعة الوطنية NBC
- هيئة الإذاعة الكولومبية CBS